# Hexatoma pauliani
Hexatoma pauliani är en tvåvingeart som beskrevs av Alexander 1951. Hexatoma pauliani ingår i släktet Hexatoma och familjen småharkrankar.
Artens utbredningsområde är Madagaskar. Inga underarter finns listade i Catalogue of Life.